# 株主優待
株主優待（かぶぬしゆうたい）は、株式会社が一定数以上の自社の株券を権利確定日に保有していた株主に与える優待制度のこと。略して株優（かぶゆう）と呼ぶこともある。

## 概要
日本では、3685社の上場企業のうち1307社が実施し、幅広く実施されている制度だが、その法的な義務は法令上無く、個別の企業判断に委ねられているため、定めない企業もある。諸外国ではほとんど行われておらず、将棋棋士の桐谷広人がダイヤモンド社のインタビュー企画で語ったところによれば、殆ど日本だけで行われている株主還元の形であるという。
株主優待を実施する企業が日本にだけ多い理由は、返礼品が人気のふるさと納税と同様、中元・歳暮などの日本の贈答文化が普及の下地との指摘があるほか、主に投資信託経由で株券に投資する欧米と違い、日本では個人が株券を直接持つ傾向が強いことが指摘されている。なお、日本の国内企業から世界の投資家、世界の日本人投資家への株主優待の発送は行われていない。
歴史上、最も古い株主優待は、1899年（明治32年）に東武鉄道が行った「東武鉄道全線乗車」の優待券とされていた。しかし実際には、300株以上の株主に線路内無賃乗車券を贈呈した山陽鉄道が、株主優待の最初の事例と考えられる。株主優待は鉄道業から始まり、徐々に他産業にも波及したものの、戦前では導入した産業が限られた。戦後、運輸・興行・観光分野の企業が株主優待を実施したほか、高度経済成長を迎えると、自社製品を提供する目的で製造業も株主優待を行うようになった。
2024年には、東証の上場維持基準である流通株式時価総額や株主数を満たすため、あるいは資本効率改善要請などへの対応もあって、株価の下支え効果も期待できる株主優待を新設・復活する企業が廃止を上回った。

## 特徴
所有株数に応じて、優待内容が変わることが多いものの、所有株数に完全に比例はせず、概ね名義ごとに付与されるため、零細株主であるほど金銭に換算した利回りが高い。それゆえ個人投資家に人気があり、個人株主を増やしたい企業は積極的に実施している。優待内容を金額換算した「株主優待利回り」に着目している個人投資家も多い。
企業が個人株主を増やしたい動機には、企業価値向上のほかに株式持ち合い解消の受け皿・上場基準の達成・流動性の確保などがある。なお、日本の所得税法においては、給与所得者であって株主優待を含む給与以外の収入が20万円を超える場合、雑所得として確定申告が必要である。
信用取引（空買い）で一時的に株式を買っていても優待は貰えない。現物株で保有してその企業が定める権利確定時期、いわゆる権利日を迎える必要がある。権利確定日の翌営業日に当たる権利落ち日には、株主としての権利や配当金額分の価値が実質的に目減りするので、東京証券取引所の日経平均株価・東証株価指数が下落する傾向にある。

## 解説
株主優待を実施する企業は、1993年で上場企業の10％、2002年で20％、2013年には30％を超え、2018年10月時点で36％（3664社中1480社）の企業で実施されている。食料品、水産・農林、小売では、約80％の企業が株主優待を実施しているが、非鉄金属、電気・ガス、ガラス・土石製品、医療品、石油・石炭製品では、株主優待実施企業は20％未満である。
また、2004年以降、長期保有特典を実施し、安定株主を増やそうと実施する企業も増加傾向にあるほか、新設銘柄も1992年以降増加している。一方で、上場廃止や業績悪化などの企業運営上の問題、あるいは後述する株主平等原則の観点や海外投資家の不公平感などから株主優待を廃止する銘柄も、毎年30社程度存在する。割合として、毎年20％から30％の企業が株主優待を廃止している。その理由は、上場廃止（67％）、公平な利益還元（33％）のいずれかである。2016年8月時点の、国内上場企業の株主優待の内容で最も多いのは「金券・ギフト」（471社）で、次いで「食品」（453社）である。
『会社四季報』の巻末には、株主優待を含めた実質配当利回りランキングの表が掲載されている。証券会社や株式情報サイトなど、各社で毎年行われている「株主優待人気ランキング」では、イオン・吉野家HD・オリエンタルランド・ANAホールディングスなどが「常連株」として名を連ねている。
権利確定日は通常、決算期末か中間決算期末、あるいはその両方である。日本で一般的な3月決算の企業では、ちょうど中元・歳暮に近い時期に優待が贈られる。家族名義で株式を購入して名義人数分だけ優待をもらったり、手に入れた優待券（運賃割引券、商品券など）をインターネットオークションや金券ショップで換金する者もいる。また、海外投資家や投資信託、ファンドは、優待で得た物（特に日本国内でしか使えない金券・割引券）を換金して、配当に比べるとわずかな金額だが利益を出資者に分配している。法人株主も大抵の場合は換金または慈善団体に寄付している。無配になった場合でも株主優待は実施する企業も多いので、優待目的に購入する個人投資家も多い。そのため、いわゆる権利確定日、権利落ち日は売買数が増える傾向になる。2024年の新NISA導入をきっかけとして配当利回りと共に株主優待を重視する個人投資家も増加した。
非公開会社が株主優待を行っている場合もある。スターフライヤーは上場する以前から株主優待割引券（普通運賃の約半額となる株主優待割引運賃を利用できる券が株主に進呈される）を、大阪港トランスポートシステムも自社路線を直接運営していた時代に半年間有効の全線パス（大阪港駅 - 中ふ頭駅間を有効期間中は無制限で乗降自由）を、それぞれ配布していたケースなどが挙げられる。
スターバックスは、アメリカ合衆国資本の企業としては、珍しく株主優待を行っていたが、2014年に発表された株式公開買付けに伴う上場廃止により、株主優待が廃止された。
2020年代に入ると、株主優待の恩恵を受けることが難しい海外投資家から「株主平等の原則に反する」という批判が相次いだことや新型コロナウイルスによる業績悪化を背景とした株主優待の廃止が相次いだ。しかし、株主優待が株価の下支えやパフォーマンスを良くすることに貢献しているという研究結果もあり、株主優待を問題視しない機関投資家や海外投資家もいることに加え、2024年1月から少額投資非課税制度（NISA）の拡充により、個人投資家の増加が見込まれていることを理由として、株主優待の新設や再開を行う動きもある。

## 問題点
- 会社法では株主優待を配当の一種と定める明文の規定がないため、会社法に定める現物配当規制や配当財源規制から潜脱するおそれがある。
  - 例えば、配当財源がないのにもかかわらず、株主優待制度を用いて実質的に株主に対して配当（蛸配当）を実施することができる。

- 株主平等原則に反するおそれがある。
  - 例えば、「1,000株以上保有する株主に一律に割引券1枚を交付する」と定めた場合、100万株保有する株主も1,000株保有する株主も同じ内容であり、1,000株未満保有する株主は割引券をもらえないため、株主平等原則に反することになる[4]。
  - また、前述の通り、優待で受け取れる物は日本国内でしか使えない物や食料品などが大半であることから、法人株主や機関投資家、国外在住の投資家などといった、優待による恩恵を受けることが難しい株主から「不平等だ」などの批判の声があがる可能性がある[14][16]。

これらの問題点については、個人株主作りや自社製品・施設の宣伝等の経営政策上の合理的な必要性があり、かつ、優待の程度が軽微であれば、配当規制や株主平等原則には反しないとの見方が多数であり、多くの企業で行われている株主優待制度は有効と解されている。
また、大阪公立大学大学院経営学研究科・商学部教授の宮川壽夫は、無配の企業が特定の大株主だけに株主優待を提供する場合、買収提案を受けた企業が議決権を行使した株主にだけ優待券を提供した場合は違法性が問われているが、それ以外の場合では違法性がないとしている。

## 優待内容
株券の保有数に応じて内容が変わることが多い。また、保有期間に応じて内容が変わることもある。
- 自社製品の詰め合わせ（主に食品や日用品の製造業など）。
- 自社のサービスや製品に使える商品券・割引券（クーポン）・無料券（タダ券と俗称される。鉄道会社や航空会社、小売業など主に一般消費者を顧客とする非製造業が多い）。
- 地方企業の場合は、その土地の名産品
- 自社とは関係のない汎用的な金券・商品券（一般消費者が顧客対象ではない機械メーカー、素材メーカーなどの業種が多い）。
- 優待品に替えて、社会貢献事業への寄付が選べる会社もある。

### 註釈
1. ↑  2017年4月に日本経済新聞が調査したところ、実施企業は、米国では10社未満、英国でも30社程度にとどまっている[3][4]。
2. ↑  桐谷広人は将棋棋士であるが、株主優待マニアとしても著名である[4]。
3. ↑  新設銘柄のうち、IPO実施から1年未満の企業の占める割合は2割以上となっている[12]。
4. ↑  このほか、優待内容の拡充を実施する銘柄も2012年以降、毎年増加しており、2015年度には2012年度の2倍超の127銘柄が、拡充を実施している[13]。
5. ↑  2015年8月時点では「金券・ギフト」が402社、食品が「439社」であり、食品のほうが多かった[13]。この逆転は、自社製品を優待品としにくいBtoB企業や、サービス業での導入増加や、株主にとっての利便性の観点から金券・ギフトを選択した社が多かったことによると、野村インベスターズ・リレーションでは指摘している[13]。